# Miguel España
Miguel España Garcés (Città del Messico, 4 aprile 1961) è un allenatore di calcio ed ex calciatore messicano, di ruolo centrocampista.

## Caratteristiche tecniche
Era un centrocampista che si faceva notare per la sua decisione negli interventi (ricevette ventitré cartellini rossi in Primera División de México).

## Carriera

### Club
Iniziò la carriera nel Pumas UNAM, ove rimase per i primi dieci anni di professionismo; con la società di Città del Messico vinse un campionato, quello 1990-1991, giocando praticamente tutti i novanta minuti di ogni partita (fu espulso due volte, dovendo dunque terminare anzitempo l'incontro). Passato al Santos Laguna dopo una stagione con il Tigres, vi giocò fino al 2000, quando compì trentanove anni; per il campionato di Verano 2001, tornò al Pumas, con il quale chiuse la carriera nel 2003.

### Nazionale
Partecipò con la selezione giovanile al campionato del mondo Under-20 1983, debuttando nella Nazionale maggiore l'anno successivo. Prese parte a tre partite del campionato del mondo 1986, e fu tra i giocatori che guadagnarono la qualificazione a Stati Uniti 1994. In tutto conta ottantuno presenze e due reti con la maglia della Nazionale, ottenute dal 1984 al 1994.

## Palmarès

### Club

#### Competizioni nazionali
- Campionato messicano: 2

Pumas UNAM: 1990-1991
Santos Laguna: Invierno 1996

#### Competizioni internazionali
- CONCACAF Champions' Cup: 1

Pumas UNAM: 1989